# 宮下志朗
宮下 志朗（みやした しろう、1947年8月20日 - ）は、日本のフランス文学者。東京大学名誉教授、放送大学名誉教授。

## 来歴
東京都生まれ。東京都立戸山高等学校卒。当初は経済学部志望で東京大学文科2類に進学するが、渡辺一夫訳のフランソワ・ラブレー『ガルガンチュワとパンタグリュエル』に出会ったことがきっかけで仏文科に進学。1973年に卒業し、1976年同大学院修士課程修了。
岡山大学助手、同専任講師、中央大学助教授、1990年旧・東京都立大学助教授に就任、1991年同教授に昇任、1993年東京大学教養学部教授に就任。2009年には日本フランス語フランス文学会副会長。2010年9月に東京大学を定年退職。放送大学教養学部教授を歴任。
1990年『本の都市リヨン』で大佛次郎賞受賞。
2012年に『ガルガンチュアとパンタグリュエル』（全5巻 ちくま文庫）を完結させ、2013年度の第64回読売文学賞（研究・翻訳部門）および第18回小西財団日仏翻訳文学賞（小西国際交流財団）を受賞した。

## 人物
ラブレー、モンテーニュ「エセー」の全訳から、ゾラ、バルザック、都市論まで、幅広いフランスの文学と文化の著述活動を行っている。
東京大学教養学部の1年生・2年生が使うフランス語の教科書『Promenades―En France et ailleurs』の編集代表。また、イタリア語の第二外国語化や教材『Piazza』作成にも関わり、自らも講じた。
息子はトルコ語学者の宮下遼。

## 著書
- 『本の都市リヨン』晶文社 1989
- 『エラスムスはブルゴーニュワインがお好き』白水社 1996
- 『ラブレー周遊記』東京大学出版会 1997
- 『読書の首都パリ』みすず書房 1998
- 『パリ歴史探偵術』講談社現代新書 2002／「パリ歴史探偵」講談社学術文庫 2020※
- 『書物史のために』晶文社 2002
- 『本を読むデモクラシー 〈読者大衆〉の出現』「世界史の鏡」刀水書房 2008
- 『神をも騙す ルネサンスの笑いと嘲笑文学』岩波書店 2011
- 『カラー版　書物史への扉』岩波書店 2016
- 『モンテーニュ　人生を旅するための7章』岩波新書 2019※
- 『文学のエコロジー』左右社〈放送大学叢書〉2023※

※電子書籍も刊行

### 共著・編著
- 『書物の言語態』丹治愛共編 東京大学出版会 2001
- 『いま、なぜゾラか』小倉孝誠共編 藤原書店 2002
- 『ゾラの可能性』小倉孝誠共編 藤原書店 2005
- 『改訂版 地域文化研究Ⅲ-ヨーロッパの歴史と文化』草光俊雄共編 放送大学教育振興会 2007
- 『文学のエコロジー』編　放送大学教育振興会 2013
- 『フランス語入門2 ’12』中井珠子共編著 放送大学教育振興会 2012
- 『文学のエコロジー』編著 放送大学教育振興会 2013
- 『中世・ルネサンス文学 人文学プログラム』井口篤共編著 放送大学教育振興会 2014
- 『ヨーロッパ文学の読み方-古典篇』井口篤共編著 放送大学教育振興会 2014
- 『世界文学への招待』小野正嗣共編著 放送大学教育振興会 2016

## 翻訳
- ジャン=ルイ・コモリ、フィリップ・カルル『ジャズ・フリー』藤井寛共訳　晶文社 1979
- マドレーヌ・ラザール『ラブレーとルネサンス』篠田勝英共訳　白水社 文庫クセジュ 1981
- ロードニエールほか『フロリダへの航海』高橋由美子共訳　岩波書店「大航海時代叢書」 1987
- ナタリー・ゼーモン・デーヴィス『古文書の中のフィクション』成瀬駒男共訳 平凡社選書 1990
- ロジェ・シャルチエ『読書と読者』長谷川輝夫共訳 みすず書房 1994
- ジャン=フィリップ・アントワーヌ『小鳥の肉体 画家ウッチェルロの架空の伝記』白水社 1995
- ジャン=ジル・モンフロワ『消えた印刷職人 活字文化の揺籃期を生きた男の生涯』晶文社 1995
- バルザック『金融小説名篇集』吉田典子共訳 藤原書店〈バルザック「人間喜劇」セレクション〉 1999
- ロジェ・グルニエ『ユリシーズの涙』みすず書房 2000
- ジョルジュ・ディディ=ユベルマン『ヴィーナスを開く』森元庸介共訳 白水社 2002
- ダニエル・アラス『なにも見ていない 名画をめぐる六つの冒険』白水社 2002
- モンテーニュ『エセー 抄』みすず書房〈大人の本棚〉 2003、新装版2017
- エミール・ゾラ『初期名作集』藤原書店〈ゾラ・セレクション〉 2004
- ミシェル・トゥルニエ『イデーの鏡』白水社 2004
- ミシェル・ド・モンテーニュ『エセー』 白水社（全7巻） 2005-2016※
  - 『モンテーニュの言葉 365』白水社 2019。久保田剛史編※
- フランソワ・ラブレー『ガルガンチュアとパンタグリュエル1 ガルガンチュア』ちくま文庫 2005※
  - 『ガルガンチュアとパンタグリュエル2 パンタグリュエル』 ちくま文庫 2006※
  - 『ガルガンチュアとパンタグリュエル』、第三の書 2007、第四の書 2009、第五の書 2012※
- オルハン・パムク『白い城』宮下遼共訳 藤原書店 2009
- バルザック『グランド・ブルテーシュ奇譚』光文社古典新訳文庫 2009※
- ロジェ・グルニエ『写真の秘密』みすず書房 2011
- ブラム・ストーカー原作 リュック・ルフォール再話『ドラキュラ』舟橋加奈子共訳 小峰書店 2012
- ニコラ・コンタ『18世紀印刷職人物語』水声社 2013
- アントワーヌ・コンパニョン『寝るまえ5分のモンテーニュ 「エセー」入門』 山上浩嗣共訳 白水社 2014
- 『フランス・ルネサンス文学集1  学問と信仰と』 白水社 2015。伊藤進・平野隆文共編訳
- 『フランス・ルネサンス文学集2　笑いと涙と』 白水社 2016。同上
- 『フランス・ルネサンス文学集3　旅と日常と』 白水社 2017。同上
各巻の共訳者は、江口修・小島久和・菅波和子・高橋薫・荻野アンナ・篠田勝英・斎藤広信ほか
- ジョルジュ・ディディ＝ユベルマン『イメージが位置をとるとき　歴史の眼1』伊藤博明共訳 ありな書房 2016。石井朗企画
- ロジェ・グルニエ『パリはわが町』みすず書房 2016
- ロジェ・グルニエ『書物の宮殿』岩波書店 2017
- ロジェ・グルニエ『長い物語のためのいくつかの短いお話』 白水社 2023
- フランソワ・ヴィヨン『ヴィヨン全詩集』国書刊行会 2023

※電子書籍も刊行